# Keiwelbach
Keiwelbach (lb. Keiwelbaach) – wieś (Uertschaft) w środkowym Luksemburgu, w kantonie Diekirch, część jej leży w gminie Bettendorf, a pozostała w gminie Vallée de l’Ernz. Do 3 października 2015 miejscowość leżała w dystrykcie Diekirch, a do 31 grudnia 2011 należała do gminy Ermsdorf.